# Ỷ
Cette page contient des caractères spéciaux ou non latins. S’ils s’affichent mal (▯, ?, etc.), consultez la page d’aide Unicode.
Ỷ (minuscule : ỷ), appelé Y crochet en chef, est une lettre latine utilisée dans l’alphabet du vietnamien comme variante de la lettre ‹ Y ›, et dans la romanisation CLDR de l’alphabet arabe. Elle est composée de la lettre Y diacritée d'un crochet en chef.

## Utilisation
- Vietnamien : le ‹ Ỷ › est un /i/ avec un ton moyen tombant-montant : /i˧˩˧/. Le crochet en chef, indiquant ce ton, se retrouve aussi sur d’autres voyelles.

Dans la translittération CLDR de l’alphabet arabe, le Y crochet en chef ‹ ỷ › translittère la lettre yā hamza ‹ ئ ›.

## Représentations informatiques
Le Y crochet en chef peut être représenté avec les caractères Unicode suivants :
- précomposé (latin étendu additionnel) :

| formes    | représentations | chaînes de caractères | points de code | descriptions                              |
| --------- | --------------- | --------------------- | -------------- | ----------------------------------------- |
| capitale  | Ỷ               | Ỷ                     | U+1EF6         | lettre majuscule latine y crochet en chef |
| minuscule | ỷ               | ỷ                     | U+1EF7         | lettre minuscule latine y crochet en chef |

- décomposé (latin de base, diacritiques) :

| formes    | représentations | chaînes de caractères | points de code | descriptions                                          |
| --------- | --------------- | --------------------- | -------------- | ----------------------------------------------------- |
| capitale  | Ỷ               | Y◌̉                    | U+0059 U+0309  | lettre majuscule latine y diacritique crochet en chef |
| minuscule | ỷ               | y◌̉                    | U+0079 U+0309  | lettre minuscule latine y diacritique crochet en chef |

Il peut aussi être représenté dans des anciens codages
- VISCII :
  - capitale Ỷ : 14
  - minuscule ỷ : D6